# Фрационе Патоко (Удине)
Фрационе Патоко је насеље у Италији у округу Удине, региону Фурланија-Јулијска крајина.
Према процени из 2011. у насељу је живело 1 становника. Насеље се налази на надморској висини од 776 м.